# Mikele Barber
Mikele »Miki« Ronisse Barber, ameriška atletinja, * 4. oktober 1980, Livingston, New Jersey, ZDA.
Ni nastopila na poletnih olimpijskih igrah. Na svetovnih prvenstvih je osvojila naslov prvakinje v štafeti 4×100 m leta 2007, na panameriških igrah pa naslov prvakinje v teku na 100 m in srebrno medaljo v štafeti 4x100 m leta 2007.